# GIRL'S NATURAL LIVE
GIRL'S NATURAL LIVE（ガールズナチュラルライブ）は、女性アイドルユニットによる音楽イベントである。

## 概要
ガールズエンタメ専門局 PigooHD と スカパー!によるスペシャルライブとして開催。

## イベント

### GIRL'S NATURAL LIVE 2013 Spring
スカパー!視聴者限定シークレットライブ企画。全てメンバーたちのセルフプロデュース。
- 公演日：2013年3月30日
- 会場：日本橋三井ホール
- 出演：Dorothy Little Happy

### GIRL'S NATURAL LIVE 2014 Spring
スカパー!視聴者限定シークレットライブ企画。全てメンバーたちのセルフプロデュース
- 公演日：2014年3月15日
- 会場：AKIBAカルチャーズ劇場
- 出演：GEM

### GIRL'S NATURAL LIVE 2014 Autumn
『PureAutumn』をコンセプトに、清純派をコンセプトとしたアイドルを集め開催。
- 公演日：2014年10月29日
- 会場：新宿ReNY
- 出演：ハコイリ♡ムスメ、アイドルネッサンス、乙女新党、つりビット、X21[6]、さんみゅ～

### GIRL'S NATURAL LIVE
清純派アイドルによるライブをシリーズで開催
- 会場：AKIBAカルチャーズ劇場
- 2015年1月14日　出演：mImi[8]、ハコイリ♡ムスメ
- 2015年1月28日　出演：Prizmmy☆、TPD DASH!!
- 2015年2月25日　出演：callme
- 2015年3月11日　出演：からっと☆、つりビット
- 2015年3月25日　出演：X21